# Albert von Pourtalès

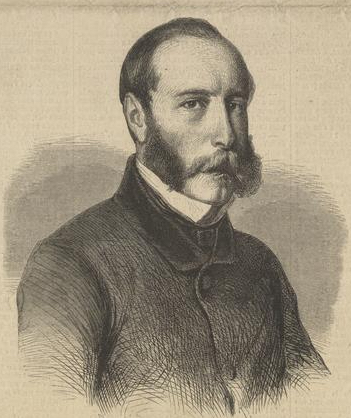
Albert von Pourtalès

Albert Alexander Graf von Pourtalès (* 10. September 1812 in Paris; † 18. Dezember 1861 ebenda) war ein preußischer Diplomat und führender Vertreter der Wochenblattpartei.

## Herkunft
Pourtalès entstammte einer ursprünglich bürgerlichen französischen Hugenottenfamilie, die unter Friedrich II. geadelt worden war. Ansässig war die Familie im zu Preußen gehörenden Neuchâtel. Sein Großvater Jacob Ludwig Pourtalès (1722–1811) baute dort als Kaufmann und Gutsbesitzer ein erhebliches Vermögen auf. Im Jahr 1814 erhob Friedrich Wilhelm III. dessen drei Söhne, unter anderem auch Friedrich von Pourtalès (1779–1861), den Vater Alberts, in den preußischen Grafenstand. Der Vater Graf Friedrich war wirklicher geheimer Rat und preußischer Oberzeremonienmeister, seine Mutter Louise de Castellane-Norante (1793–1881) war Hoffräulein und die Tochter des französischen Oberstleutnants Michel Ange Boniface Marquis de Castellane-Norante.

## Leben und Wirken
Nach einer entsprechenden Ausbildung trat Albert von Pourtalès in den diplomatischen Dienst ein. Dabei war er teilweise im inneren Dienst des Ministeriums für auswärtige Angelegenheiten und teilweise in auswärtigen Missionen tätig. So war er bis 1844 Diplomat in London, Neapel und Konstantinopel. Danach war er bis 1844 als Legationsrat im Ministerium in Berlin tätig. Zu Beginn der Märzrevolution von 1848 war er an der Ausarbeitung von Fluchtplänen für Friedrich Wilhelm IV. beteiligt, die jedoch nie ausgeführt wurden. Er war 1848 an den Verhandlungen zum Waffenstillstand von Malmö beteiligt.
Von 1850 bis 1851 war Pourtalès Botschafter in Konstantinopel. Seit dieser Zeit stand er in engem Kontakt mit Christian Karl Josias von Bunsen. Dieser gehörte wie Pourtalès und dessen Schwiegervater Bethmann-Hollweg zu den führenden Köpfen der liberal-konservativen Wochenblattpartei.
Pourtalès plädierte während des Krimkriegs dafür, dass sich Preußen an Großbritannien und Frankreich binden solle. Ziel war außenpolitisch eine stärkere Position Preußens gegenüber Russland und innenpolitisch die Stärkung liberaler Strömungen. Während des Krieges wurde er 1853 auf eine diplomatische Mission nach London entsandt. Er versuchte dort die preußische Politik der „aktiven Neutralität“ zu vertreten. Da diese erkennbar gegen Österreich-Ungarn gerichtet war, scheiterte der Vorstoß.
In Bezug auf die Entwicklung in Deutschland vertrat Pourtalès 1853 die Position, dass eine militärische Einheit durch den Oberbefehl der Truppen des Deutschen Bundes an Preußen notwendig wäre. Er schlug einen permanenten Ministerialkongress der deutschen Staaten vor. Die Bewilligung der Militärkosten sollte einem ständigen Ausschuss aus Vertretern der Landesparlamente zukommen.
Obwohl es inhaltlich in Bezug auf den Krimkrieg und die Strategie mit Preußen erhebliche Gemeinsamkeiten gab, gehörte Pourtalès in dieser Zeit zu den schärfsten Kritikern von Otto von Bismarck und erkannte recht deutlich dessen zunehmend funktionales Verhältnis zu den Konservativen. „Bismarck braucht und missbraucht stets seine Parteigenossen. Sie sind ihm Postpferde, mit denen er bis zur nächsten Station fährt. Es steckt in seinem ritterlichen Felle ganz einfach ein Judas, und mit ihm gehe ich keinen Schritt.“
Nach dem Scheitern der Londoner Mission musste sich Pourtalès zunächst aus dem diplomatischen Dienst zurückziehen. Dabei spielte ein tiefgreifender Konflikt zwischen dem König und dessen Nachfolger, dem späteren Wilhelm I., auch eine zentrale Rolle. Er machte Reisen in die Schweiz und nach Venedig. Mit dem Beginn der Neuen Ära wurde er 1859 Gesandter in Paris. Er organisierte den Besuch von Wilhelm I. bei Napoleon III. Sein Nachfolger wurde 1862 Otto von Bismarck.
Pourtalès gehörte dem Preußischen Herrenhaus an.

## Familie
Er heiratete 1847 in Bonn Anna von Bethmann-Hollweg (1827–1892), eine Tochter des Juristen und späteren Ministers Moritz August von Bethmann-Hollweg. Das Paar hatte zwei Töchter:
- Elisabeth (1847–1866)
- Konstanze Josephine Mathilde Wilhelmine Helene (1849–1940) ⚭ 1868 Graf Ferdinand von Harrach (1832–1915), Maler